# Viborg
Viborg es una ciudad danesa que es capital del municipio del mismo nombre, en Jutlandia Central. Su población en 2012 es de 37.635 habitantes.
Viborg es, desde 2007, la capital de la región de Jutlandia Central. La ciudad alberga uno de los dos tribunales de apelación del país, uno de los cuatro archivos nacionales y es sede de una de las 11 diócesis de la Iglesia de Dinamarca.
Una de las ciudades más antiguas de Dinamarca, posiblemente tuvo importancia religiosa desde tiempos prehistóricos. En la Edad Media fue un centro de poder de la Iglesia católica, al ser sede de un obispo y de varias órdenes monásticas, pero fue también el sitio de reunión de una asamblea que tomaba parte en la proclamación de los reyes daneses. Fue posteriormente uno de los primeros centros de difusión del luteranismo en Dinamarca. Actualmente Viborg es una ciudad administrativa, industrial y comercial.

## Etimología
Viborg toma su nombre de la combinación de dos palabras del nórdico antiguo: ve, es decir, "lugar santo", y borg, que significa "fortaleza".

## Historia
Hay evidencia arqueológica de que la primera urbanización de Viborg comenzó a finales del siglo IX o principios del siglo X. Se sugiere que una o varias granjas de la era vikinga se fraccionaron en varias parcelas a lo largo de una calle. Viborg es también mencionada en una fuente literaria, la Saga de Gísla Súrssonar. Ahí se menciona que Gísla y sus compañeros, procedentes de Islandia, viajaron al sur hasta Dinamarca, y llegaron a la ciudad comercial de Viborg, donde pasaron el invierno en casa de un hombre llamado Sigurhaddur. La fecha de este acontecimiento está registrada como 961, pero como la saga fue escrita varios siglos después, el texto no es un testimonio seguro sobre la edad de Viborg.
Viborg fue la sede de la asamblea (ting) del norte de Jutlandia desde tiempos del rey Canuto el Grande, en el siglo XI. Una de las funciones de esta asamblea, ya mencionada por el monje anglosajón Ælnoth hacia 1120, era el reconocimiento de un nuevo rey, aunque también servía de tribunal de justicia. En 1027, Hardeknut fue el primero en ser proclamado rey, y en 1657 la asamblea jugó su último papel en la sucesión monárquica al reconocer a Cristián V como príncipe heredero. La asamblea perdió gradualmente su influencia con el establecimiento del absolutismo y la monarquía hereditaria, convirtiéndose en un mero tribunal secundario, y fue abolida oficialmente en 1806.
Cerca del año 1060 Jutlandia fue dividida en diócesis, y Viborg fue elegida como una de las sedes episcopales, y por lo tanto de una escuela catedralicia, inaugurada por esas mismas fechas. A inicios del siglo XII comenzó la construcción de la catedral. Con relación a los conflictos entre los reyes Svend, Canuto y Valdemar, a mediados del siglo XII la ciudad fue fortificada con murallas y fosos, y la entrada solo era posible a través de sus 5 puertas. A principios del siglo XIV el rey Erico VI construyó una fortaleza en una colina entre los dos lagos de la ciudad para asegurar su influencia en la asamblea local. La fortaleza fue destruida en 1319, cuando el hermano de Erik, Cristóbal II, ascendió al trono. La colina donde se encontraba la fortaleza es hoy parte del parque Borgvold.
En la Edad Media, Viborg tuvo cinco monasterios, doce parroquias y una catedral, que contenía el relicario del santo local San Kjeld y fue centro de peregrinaciones. A excepción de una parte del monasterio franciscano y la iglesia del monasterio dominico, todos los monasterios y las iglesias parroquiales fueron destruidos con la reforma protestante. El movimiento luterano en Dinamarca propiamente dicha comenzó en Viborg cuando Hans Tausen vivió en la ciudad entre 1525 y 1529. La antigua iglesia dominica fue el primer templo donde se permitió oficiar misa luterana.
Desde la época medieval hasta el siglo XVIII Viborg fue un centro comercial desde donde se exportaba ganado vacuno y caballar al norte de lo que actualmente es Alemania. La localidad de Hjarbæk, en el Limfjord, hacía las veces de puerto de la ciudad. Viborg padeció varios incendios de grandes proporciones, entre ellos los de 1501 y 1567. Sin embargo, la mayor catástrofe sucedió el 25 de junio de 1726, cuando inició un incendio que durante varios días destruyó la parte oriental de la ciudad, incluyendo la catedral, el templo dominico y el ayuntamiento. Tomó mucho tiempo para que la ciudad se levantara de esta catástrofe. Viborg, que en la Edad Media tuvo entre 4.000 y 5.000 habitantes, tenía menos de 2.000 a mediados del siglo XVIII.
A partir de la década de 1830 Viborg comenzó a crecer nuevamente de manera sostenida, coincidiendo con su designación como una de las cuatro sedes de las asambleas provinciales que limitaban al poder de la monarquía y que fueron el precedente del parlamentarismo en el país. A mediados del siglo XIX Viborg quedó conectada a la red ferroviaria danesa, con la línea Langå-Skive, y posteriormente se abrieron las líneas Viborg-Herning y Viborg-Mariager. Hasta el siglo XIX, las actividades agropecuarias eran la principal actividad económica de la ciudad, pero en ese mismo siglo sentó sus bases firmemente la industria textil. El siglo XX representó una época de crecimiento explosivo. En 1919 Viborg se convirtió en sede del Tribunal de Apelación de Dinamarca Occidental (Vestre Landsret).
La industria textil dominó la economía durante la mayor parte del siglo XX, pero el comercio, y sobre todo la administración y los servicios, incrementaron fuertemente su influencia desde la década de 1960 hasta llegar a constituir la principal fuente de empleo a finales del siglo XX y principios del XXI.
El 1 de enero de 2007, con la entrada en vigencia de una reforma territorial, el municipio de Viborg fue agrandado con la inclusión en su territorio de los antiguos municipios de Bjerringbro, Fjends, Karup, Møldrup y Tjele. Al mismo tiempo, se reforzó el papel de la ciudad como centro administrativo al ser designada capital de la nueva región de Jutlandia Central.

## Lugares de interés
Viborg es famosa por su catedral. Su construcción comenzó en 1130 y duró cerca de 50 años. Fue quemada hasta los cimientos y ha sido reconstruida en numerosas ocasiones, siendo la cripta lo único que se conserva de la catedral original. Las partes más recientes de la iglesia datan de la reforma que se hizo en 1876. La catedral es famosa por las pinturas del pintor danés Joakim Skovgaard, que representan historias de la Biblia. Junto a la catedral se encuentra el Museo Skovgaard, fundado en 1937.
Antes de la Reforma Protestante Viborg contaba con cinco monasterios, cerca de doce iglesias parroquiales, varias capillas y, por supuesto, la catedral. Hoy en día solo queda la catedral y algunos restos de monasterios franciscanos y dominicanos.

## Deportes
Viborg ganó una reputación muy grande en la última década como una de los principales ciudades de Dinamarca para los deportes. Todo comenzó con el equipo de balonmano femenino de la ciudad (un deporte muy popular en Dinamarca), que sigue estando entre los primeros cinco clubes de Europa. Posteriormente, el equipo de balonmano tanto los de los hombres y sobre todo el equipo de fútbol profesional se han establecido en la parte superior de las ligas danesas. De 1998 a 2008, el Viborg FF fue miembro constante de la Superliga danesa, alcanzando su punto más alto cuando un ganar la Copa de Dinamarca en 2000.

## Educación
Viborg cuenta con un gran número de instituciones educativas, entre ellas la Viborg Katedralskole (la Escuela de la Catedral). Es la institución educativa más antigua de Dinamarca y celebró sus 900 años en el 2000. La escuela se cree que fue fundada en torno a 1060, al mismo tiempo que la ciudad se convirtió sede episcopal. La iglesia necesitaba un lugar para educar a los niños y hombres jóvenes que entrasen a trabajar al servicio de la Iglesia, y para tal fin se creó la escuela. El edificio actual fue construido en 1926, para dar cabida a un mayor número de estudiantes. Posteriormente se añadieron dormitorios, para que pudieran quedarse a dormir los estudiantes que vivían lejos de Viborg. En la actualidad, sin embargo, el dormitorio se ha quedado obsoleto, salvo para los estudiantes que están a la espera de que se les asigne una vivienda. Hoy en día, la Escuela de la Catedral es un Gymnasium, uno de los cuatro que hay en la localidad.
En Viborg también hay un "Taller de Animación", una escuela de arte ubicada en un antiguo cuartel del ejército, en las afueras de la ciudad. La escuela, que logró el reconocimiento oficial del gobierno danés en 2003, ofrece a los estudiantes una Licenciatura en Artes en la animación de personajes.
Finalmente, Viborg cuenta con una escuela internacional donde toda la enseñanza se imparte en inglés y se basa en los exámenes de Cambridge International.

## Gente notable
- Kjeld (murió 1150), arcediano, canonizado en 1188.
- Gunner (1152-1251), obispo, coautor de la Ley de Jutlandia.
- Knud Mikkelsen (siglo XV), Obispo, colaborador de la Ley de Jutlandia.
- Peter von Scholten (1784-1854), gobernador general de las Indias Occidentales Danesas.
- Hans Christian Cornelio Mortensen (1856-1921), ornitólogo.
- Benjamin Christensen (1879-1959), director de cine.
- Olaf Wieghorst (1899-1988), pintor.
- Aage V. Reiter (1901-1982), escritor.
- Johann Otto von Spreckelsen (1929-1987), arquitecto.
- Peter Seeberg (1925-1999), escritor.
- Peer Hultberg (1935-2007), escritor.
- Ulrik Wilbek (nacido en 1958) entrenador de balonmano.

## Ciudades hermanadas
Las siguientes ciudades están hermanadas con Viborg:
- Porvoo, Finlandia
- Dalvík, Islandia
- Hamar, Noruega
- Kecskemét, Hungría
- Lund, Suecia
- Luneburgo, Alemania
- Marijampolė, Lituania
- Bayeux, Francia

## Galería

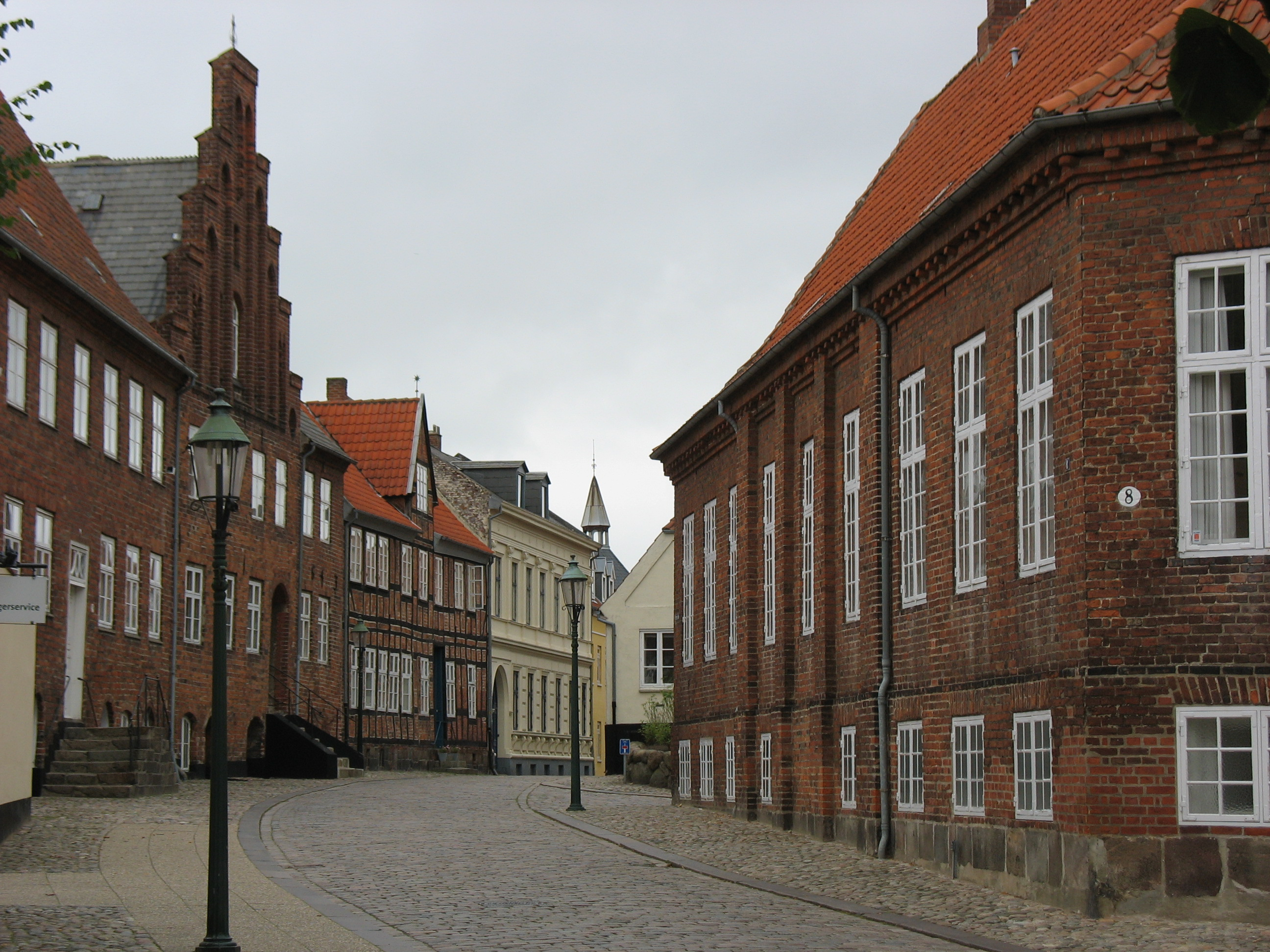
St. Mogens gade (calle de San Magnus)
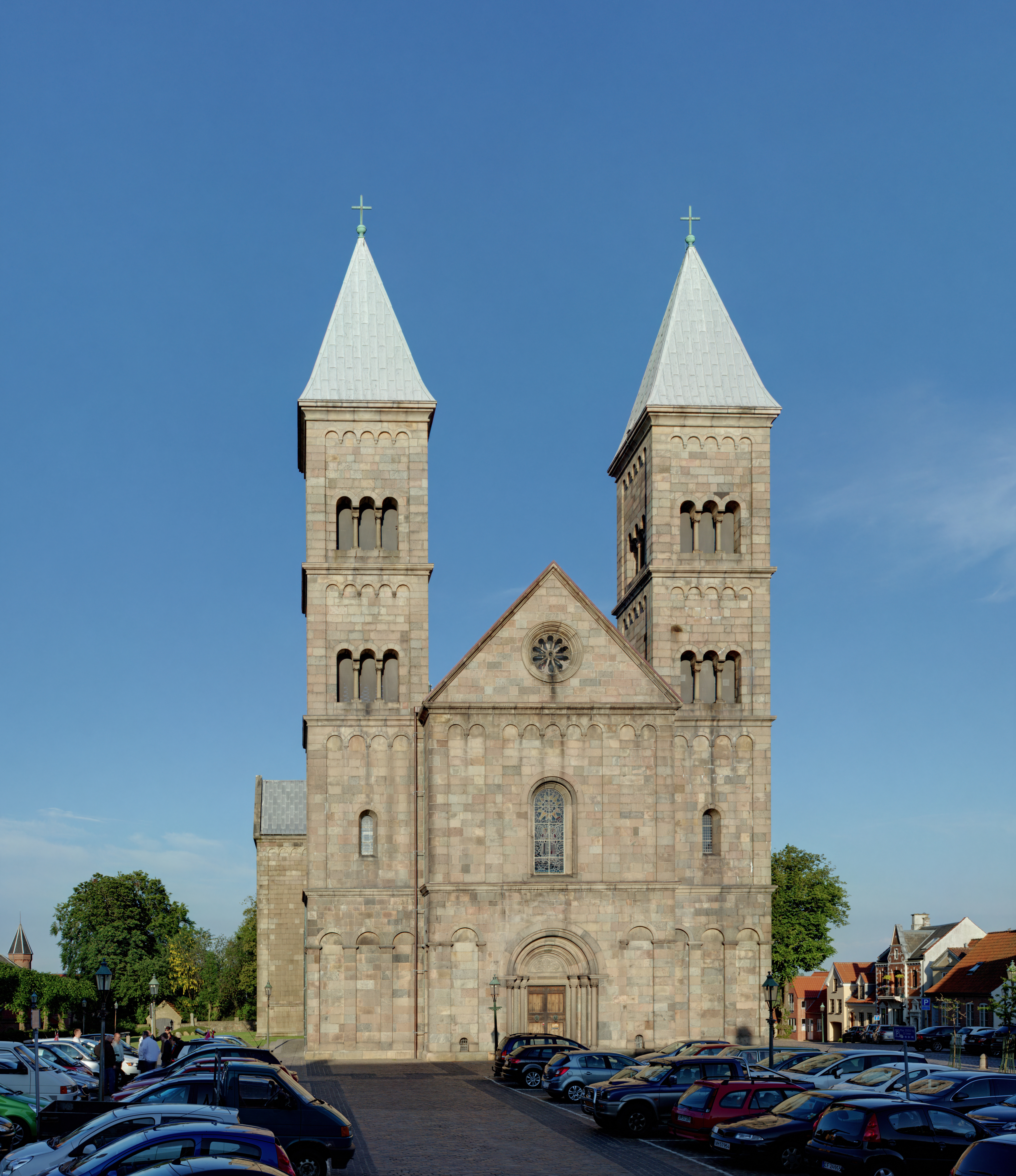
Catedral de Viborg
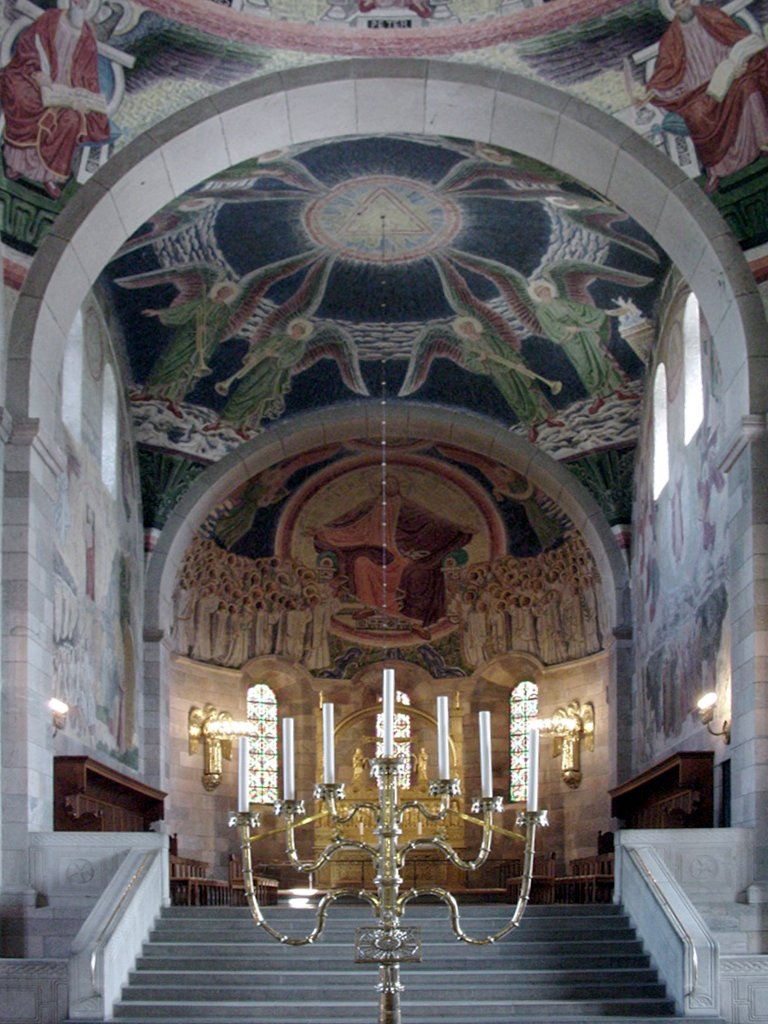
Pinturas de Joakim Skovgaard en la catedral
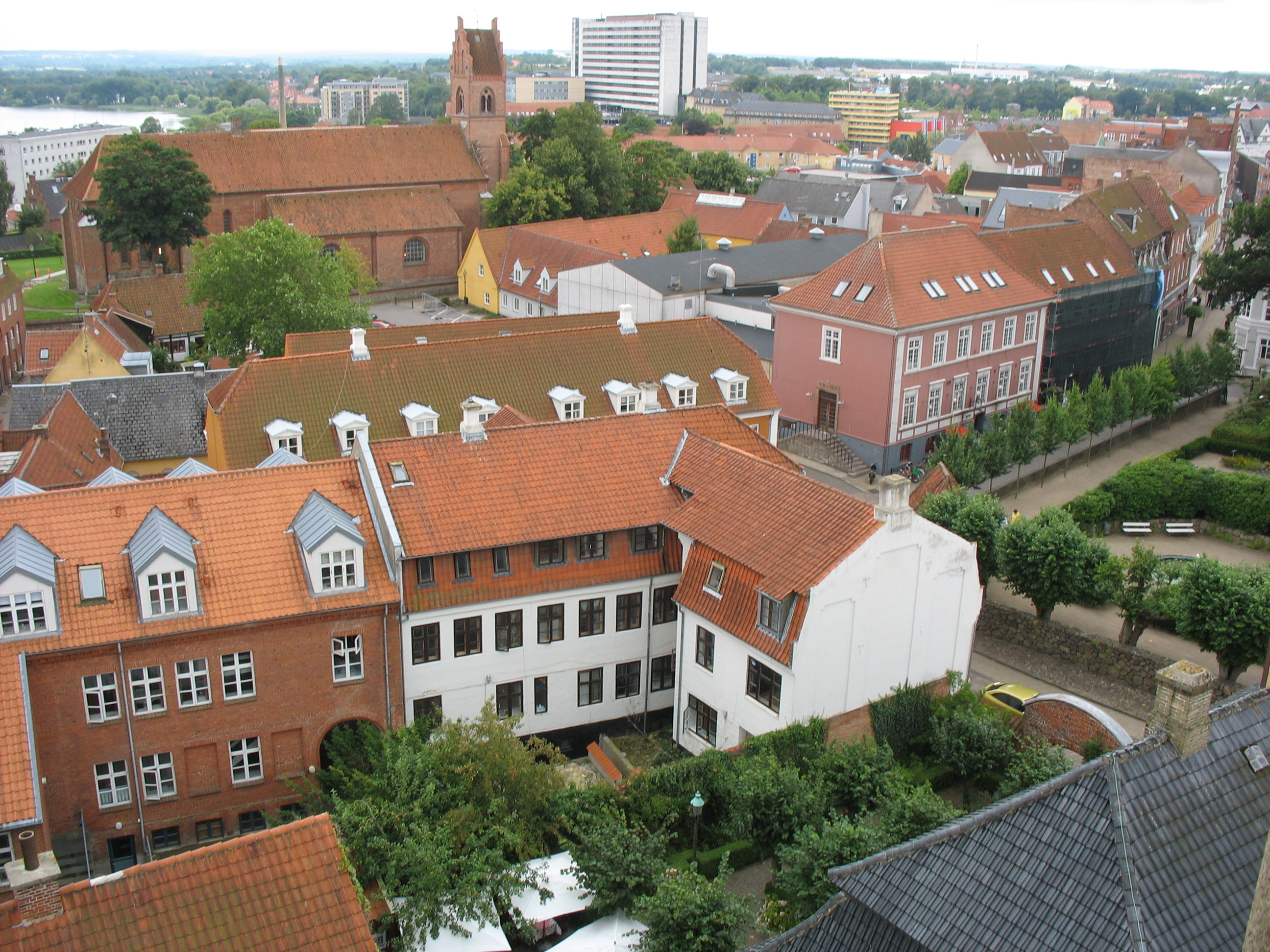
Vista hacia el suroeste, con la antigua iglesia dominica
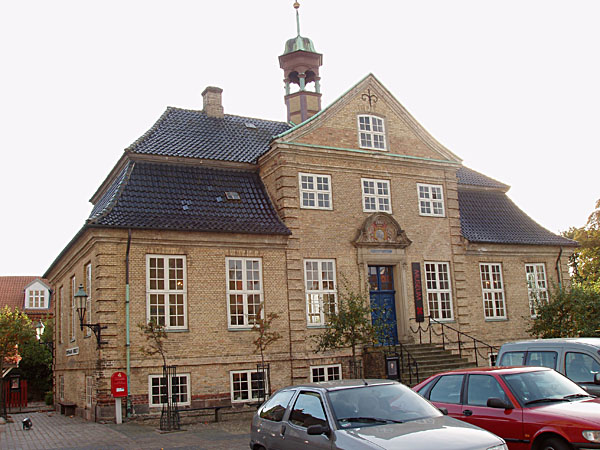
Ayuntamiento viejo